# Lake Preston
Lake Preston és una població dels Estats Units a l'estat de Dakota del Sud. Segons el cens del 2000 tenia 737 habitants.

## Demografia
Segons el cens del 2000, Lake Preston tenia 737 habitants, 317 habitatges, i 183 famílies. La densitat de població era de 384,5 habitants per km².
Dels 317 habitatges en un 26,5% hi vivien nens de menys de 18 anys, en un 50,2% hi vivien parelles casades, en un 5,4% dones solteres, i en un 42% no eren unitats familiars. En el 38,8% dels habitatges hi vivien persones soles el 23,3% de les quals corresponia a persones de 65 anys o més que vivien soles. El nombre mitjà de persones vivint en cada habitatge era de 2,15 i el nombre mitjà de persones que vivien en cada família era de 2,88.
Per edats la població es repartia de la següent manera: un 22,7% tenia menys de 18 anys, un 5,6% entre 18 i 24, un 23,5% entre 25 i 44, un 19% de 45 a 60 i un 29,3% 65 anys o més.
L'edat mediana era de 43 anys. Per cada 100 dones de 18 o més anys hi havia 89,4 homes.
La renda mediana per habitatge era de 29.125 $ i la renda mediana per família de 42.143 $. Els homes tenien una renda mediana de 29.750 $ mentre que les dones 18.750 $. La renda per capita de la població era de 16.426 $. Entorn del 6,5% de les famílies i el 8,1% de la població estaven per davall del llindar de pobresa.

## Poblacions més properes
El següent diagrama mostra les poblacions més properes.